# Muzeum im. Przypkowskich w Jędrzejowie
Muzeum im. Przypkowskich w Jędrzejowie (często występuje pod nazwą Muzeum Przypkowskich lub Muzeum Gnomoniczne im. Przypkowskich) – muzeum specjalizujące się głównie w prezentacji zegarów słonecznych i przyrządów astronomicznych.
Muzeum powstało w oparciu o prywatną kolekcję lekarza z Jędrzejowa Feliksa Przypkowskiego, który od 1895 roku gromadził zabytkowe zegary słoneczne, a także literaturę i inne materiały poświęcone gnomonice, następnie znacząco rozbudowaną przez jego syna Tadeusza Przypkowskiego.
Stała wystawa kolekcji Feliksa Przypkowskiego została udostępniona publicznie w 1909 w Jędrzejowie i od tego czasu była ciągle rozbudowywana i eksponowana w różnych budynkach Jędrzejowa z wyjątkiem okresu obu wojen światowych. 3 lutego 1962 Przypkowscy przekazali kolekcję państwu, które utworzyło na jej bazie Państwowe Muzeum im. Przypkowskich; przy czym fundatorzy zachowali wpływ na kształt muzeum, ponieważ Tadeusz, a po jego śmierci jego syn Piotr byli dyrektorami tej instytucji.
Muzeum mieści się w dwóch sąsiadujących zabytkowych domach: byłej aptece klasztornej z 1712 roku i domu farmaceutów z tego samego okresu, nabytym i przebudowanym w 1868 roku przez Przypkowskich. Na tym ostatnim znajduje się kopuła obserwatorium astronomicznego z 1913, a ściany od podwórza pokrywa neorenesansowe sgraffito z 1955. Apteka działała w historycznych pomieszczeniach do czasu utworzenia muzeum, kiedy oba domy zostały wykupione przez państwo.

## Ekspozycje
Muzeum posiada szereg bardzo zróżnicowanych tematycznie działów. Główny dział obejmuje zegary słoneczne i inne typy zegarów od XVI do XX wieku (np. zegary wodne, klepsydry, świece zegarowe), w tym wiele dzieł o wielkiej wartości artystycznej, pochodzących z najlepszych warsztatów Europy. Do najciekawszych eksponatów zalicza się np.: zegar słoneczny z armatką strzelającą w południe wykonany w Paryżu dla króla Stanisława Leszczyńskiego, zegar słoneczny z XVI wieku wykonany przez Erazma Habermela, XVII-wieczną klepsydrę wodną wykonaną z majoliki. Uzupełnieniem tych zbiorów jest kolekcja przyrządów astronomicznych i ksiąg poświęconych astronomii i gnomonice. Kolekcja zegarów w Jędrzejowie zajmuje trzecie miejsce w świecie pod względem liczebności i wartości eksponatów, po Planetarium w Chicago i Science Museum w Oksfordzie.

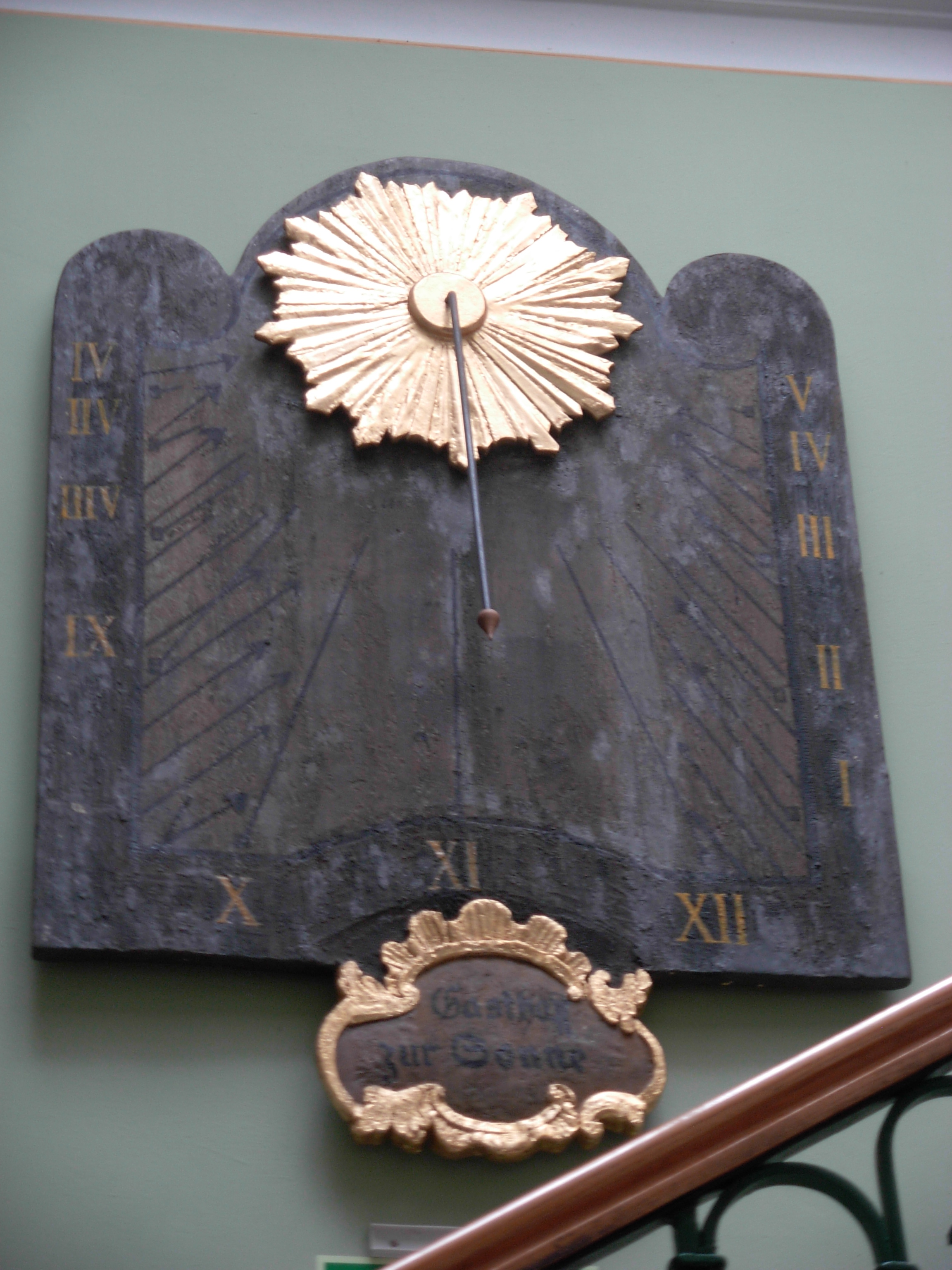
Zegar słoneczny pionowy, XVIII w.
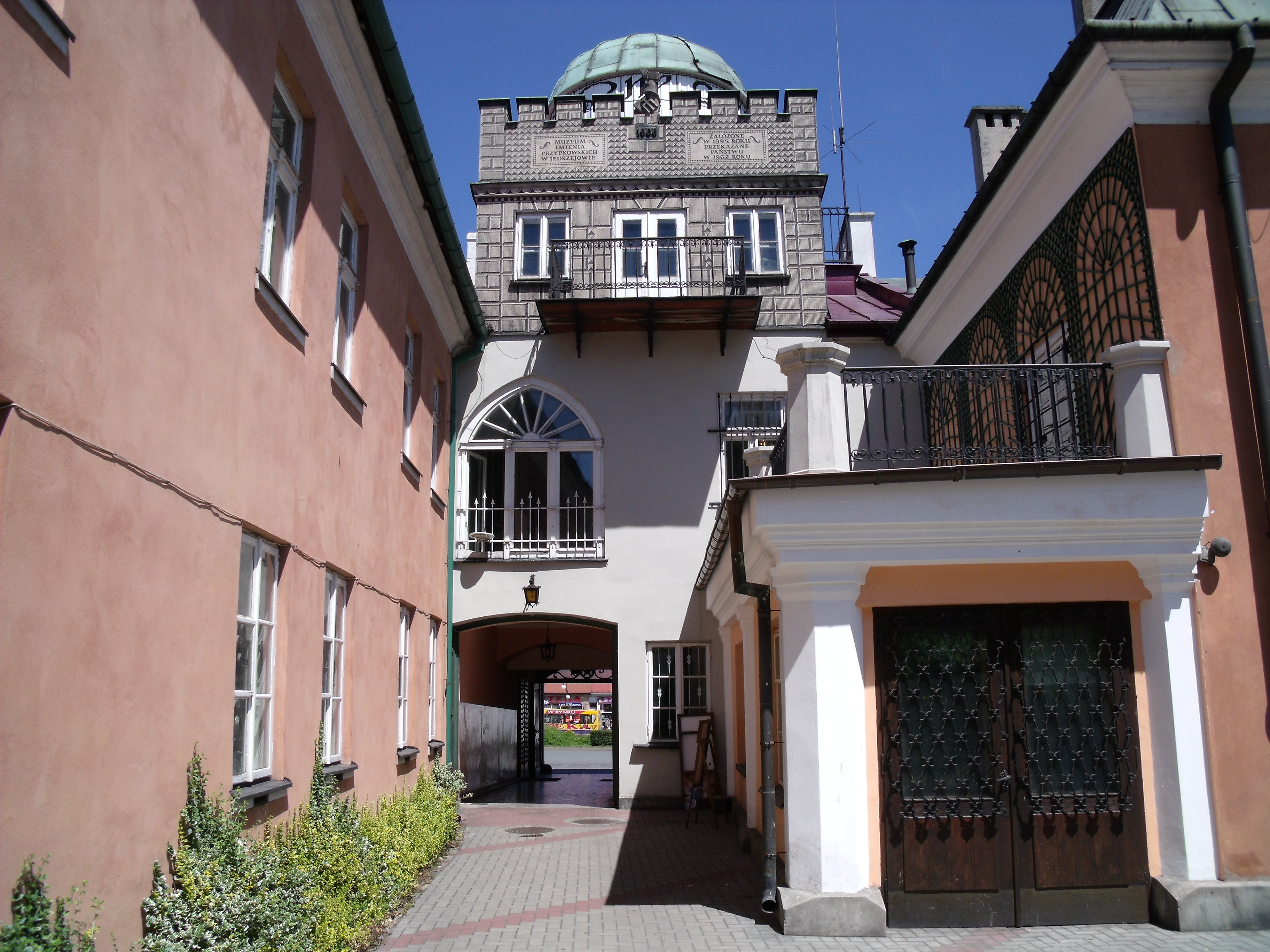
Dziedziniec muzeum – widoczna kopuła obserwatorium astronomicznego i neorenesansowe sgraffito.
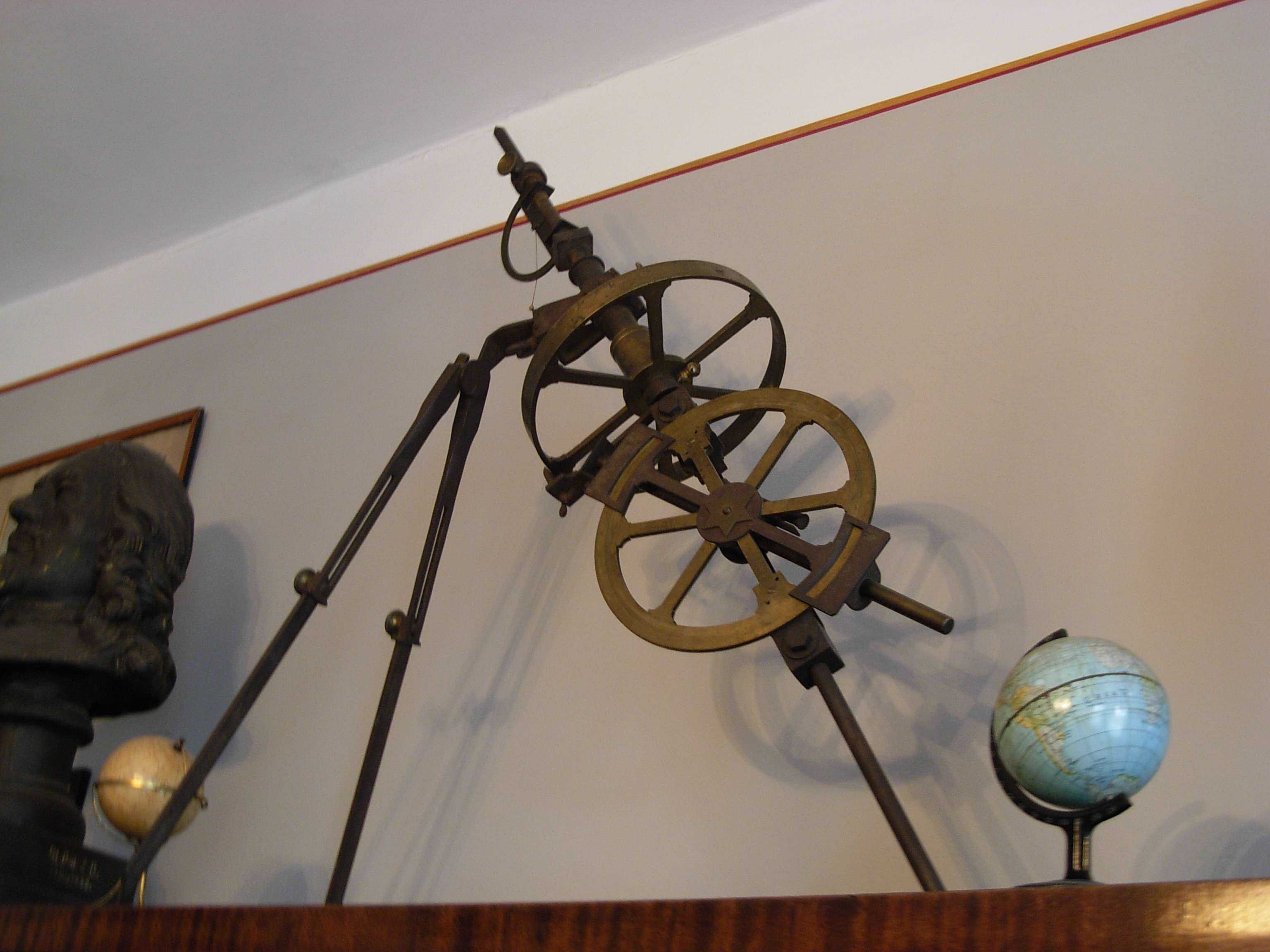
Gnomonograf Jastrzębowskiego – przyrząd do wykreślania zegarów słonecznych, XIX w.
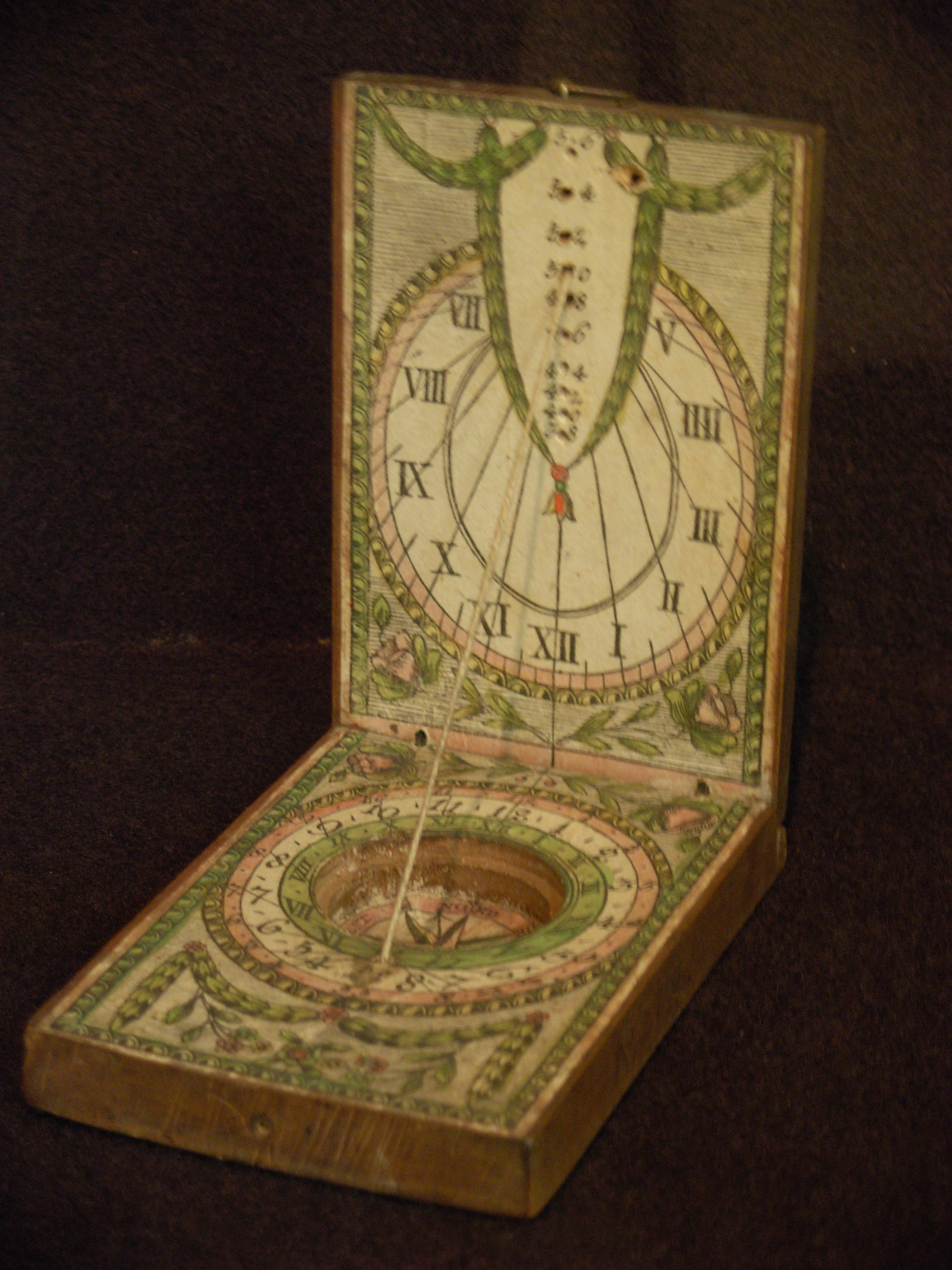
Zegar typu norymberskiego ze wskazówką nitkową, regulowaną według szerokości geograficznej, XVII - XVIII w.
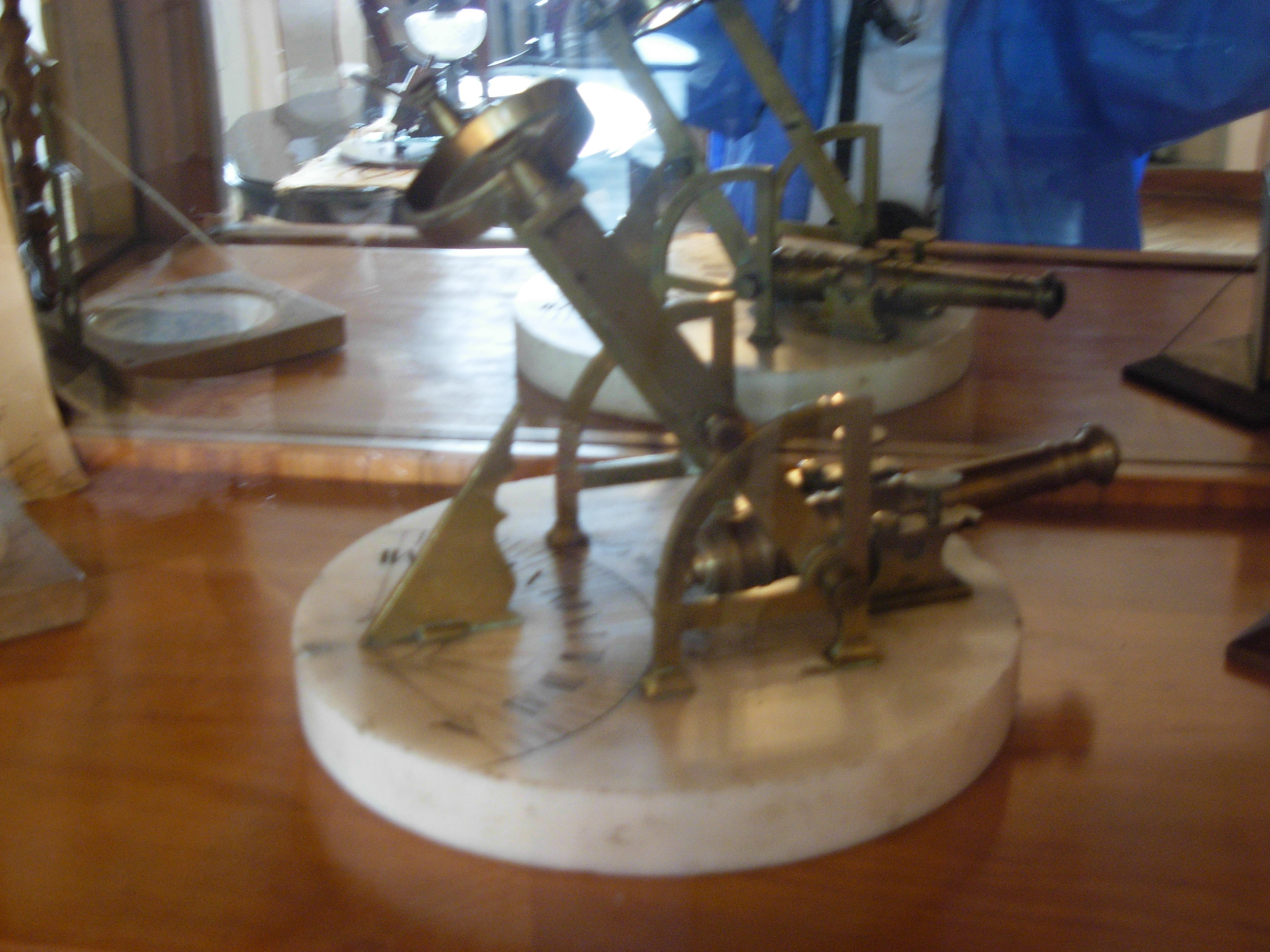
Zegar słoneczny z armatką, 2 połowa XVIII w.

Inne znaczące działy muzeum to:
- Dział grafiki i ekslibrisów posiadający w swych zbiorach okazy począwszy od XV wieku.
- Dział rzemiosła artystycznego i historyczny, w tym przede wszystkim kolekcja eksponatów wyposażenia, pism i literatury związanych z Legionami Polskimi, w tym z Józefem Piłsudskim, który kwaterował w siedzibie muzeum w 1915. Liczne są też pisma królów i możnowładców polskich oraz znanych artystów, pisane m.in. do Przypkowskich.
- Dział gastronomii obejmujący naczynia kuchenne oraz bogato zdobione, często srebrne zastawy stołowe, porcelanę stołową, książki kucharskie i zbiory zabytkowych menu. Część tej kolekcji eksponowana jest w zabytkowych piwnicach z XVIII wieku oraz w kuchni z 1906.

Zachowane lub odtworzone zostały wnętrza pokojów z początku XX wieku, wyposażone w meble, dywany, obrazy i bibeloty z epoki, a także w zbiory ozdobnych mebli XVII i XVIII-wiecznych oraz w rokokowe obicia z kurdybanu.
Muzealna biblioteka posiada wiele cennych starodruków i inkunabułów z okresu 1480–1800, m.in. De Revolutionibus Mikołaja Kopernika wydane w 1566 w Bazylei, Liber Chronicarum wydane w Norymberdze w 1493, pierwsze wydanie O architekturze ksiąg dziesięć Witruwiusza z 1548, książki z biblioteki króla Zygmunta Augusta, a także książki z autografami Heweliusza, Kartezjusza i Huygensa.

## Galeria

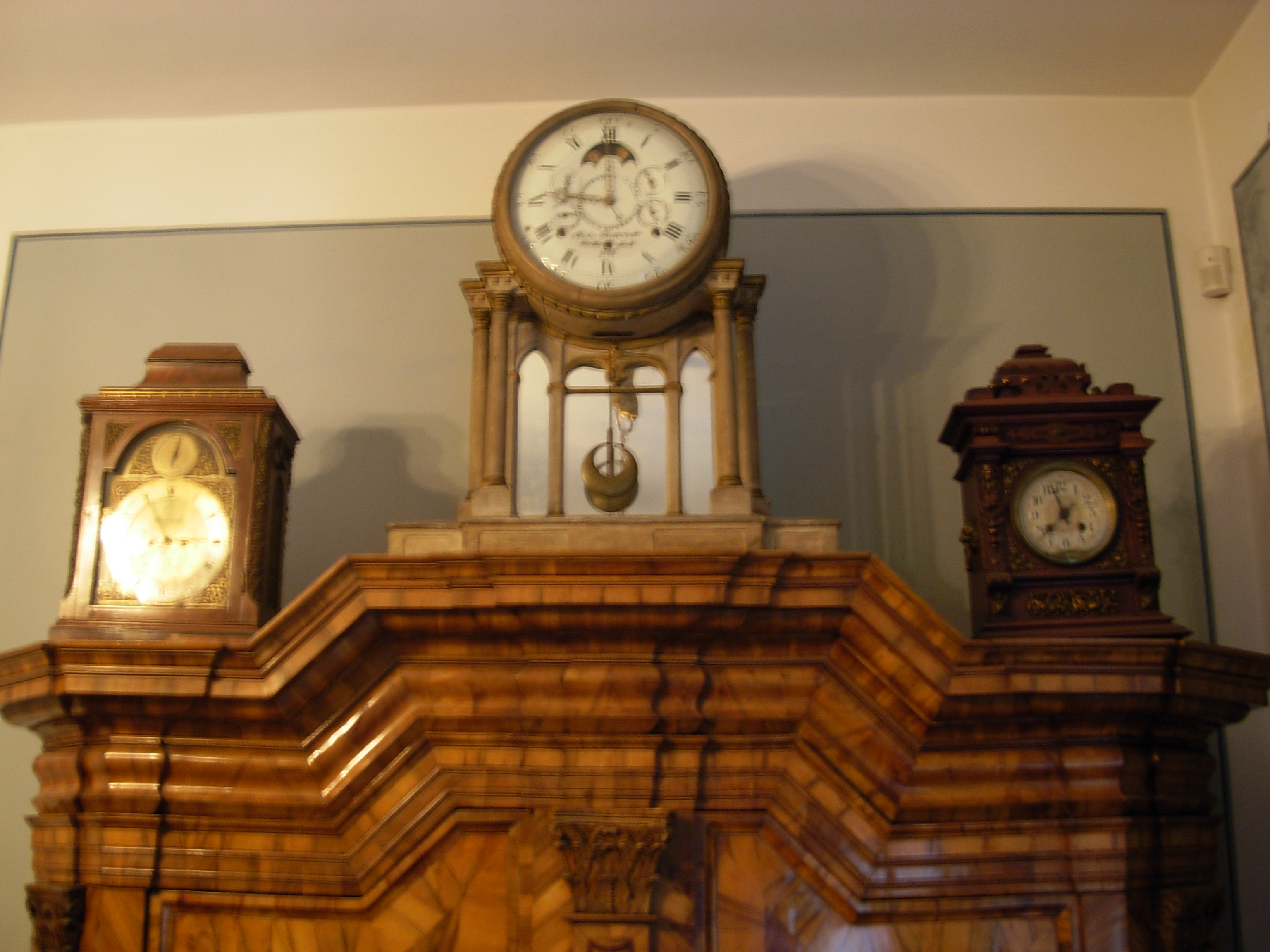
Zegar mechaniczny wyk. A. Chęciński koniec XVIII w.
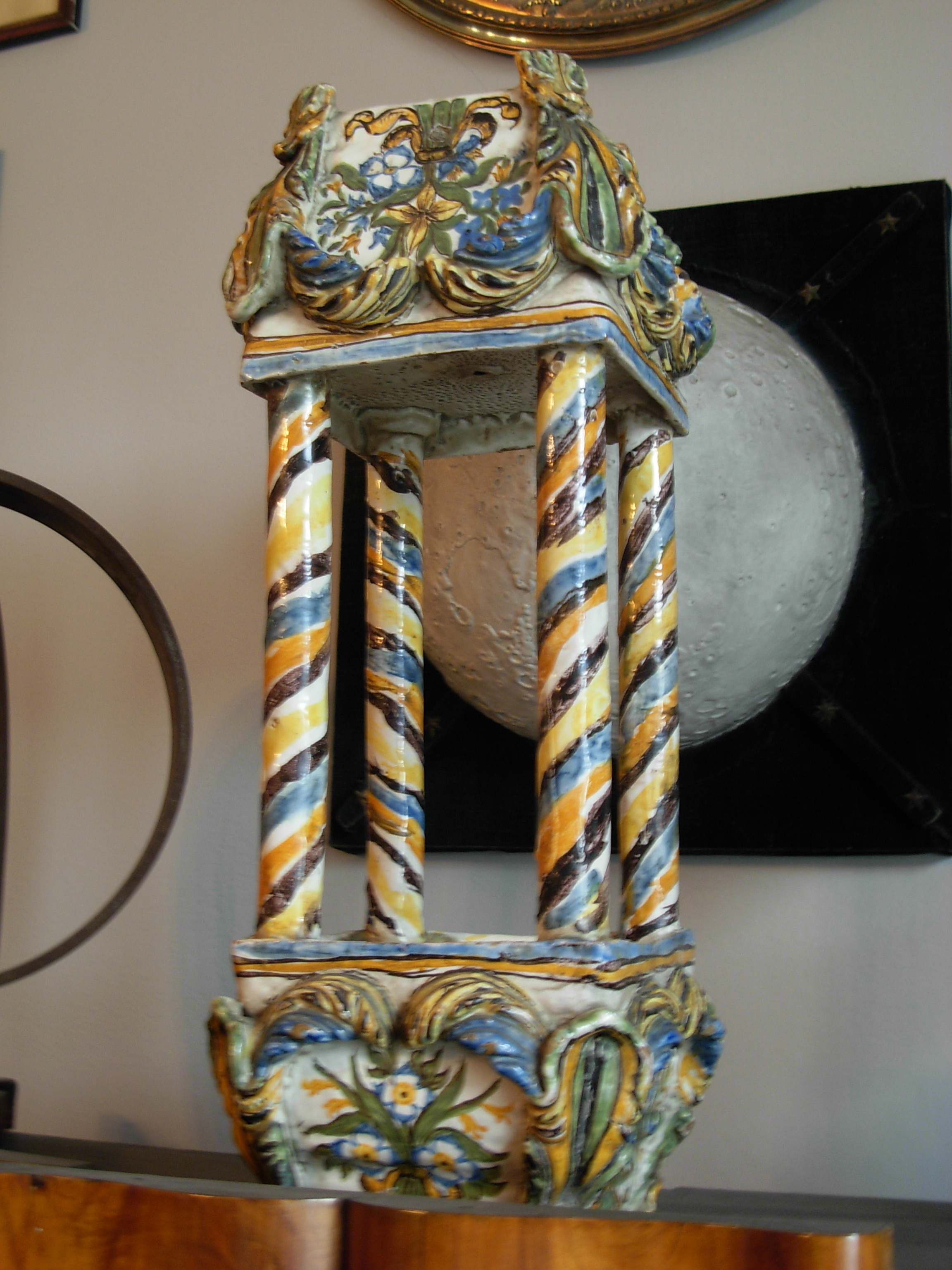
Klepsydra wodna.
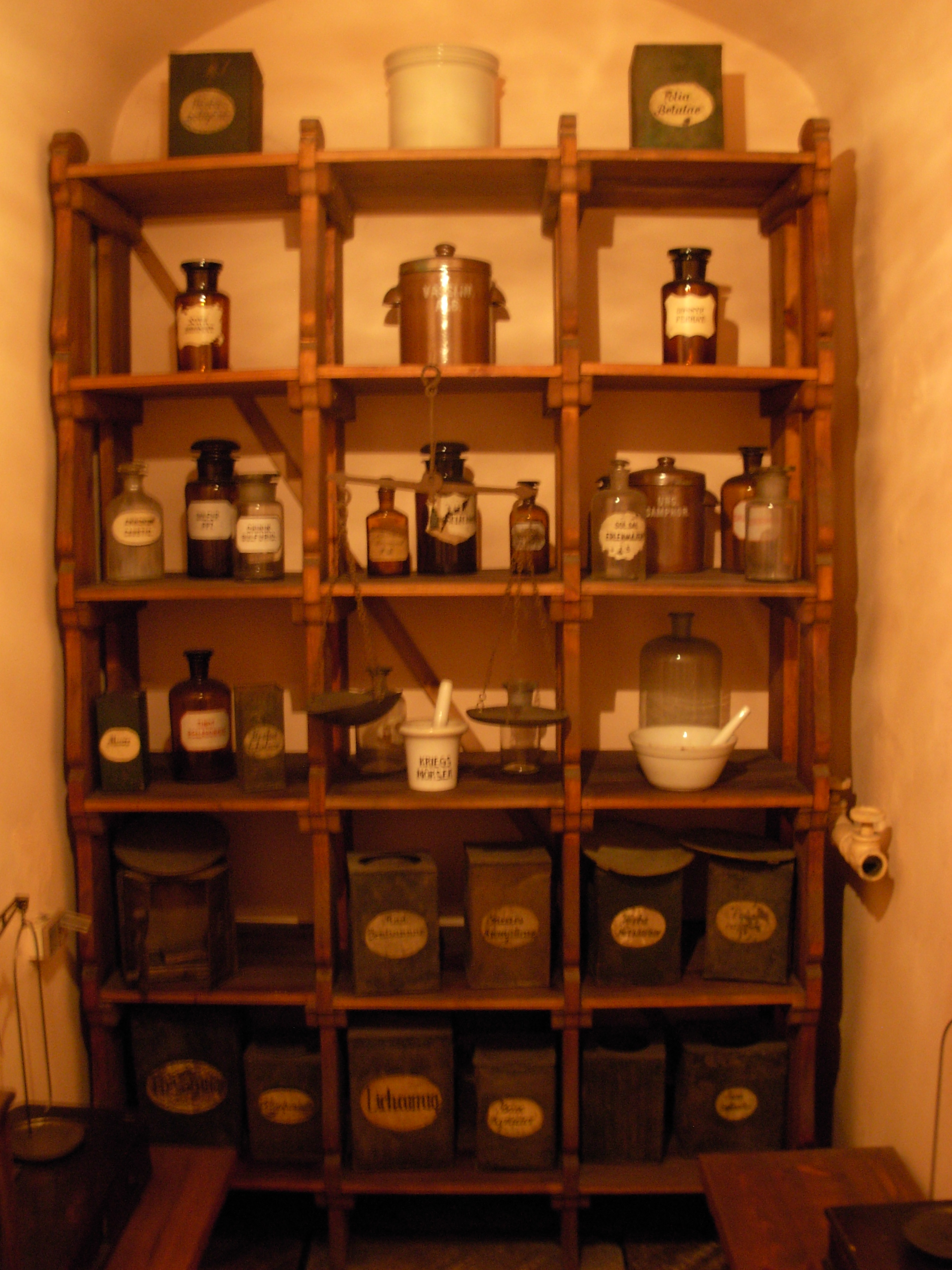
Dział gastronomii.
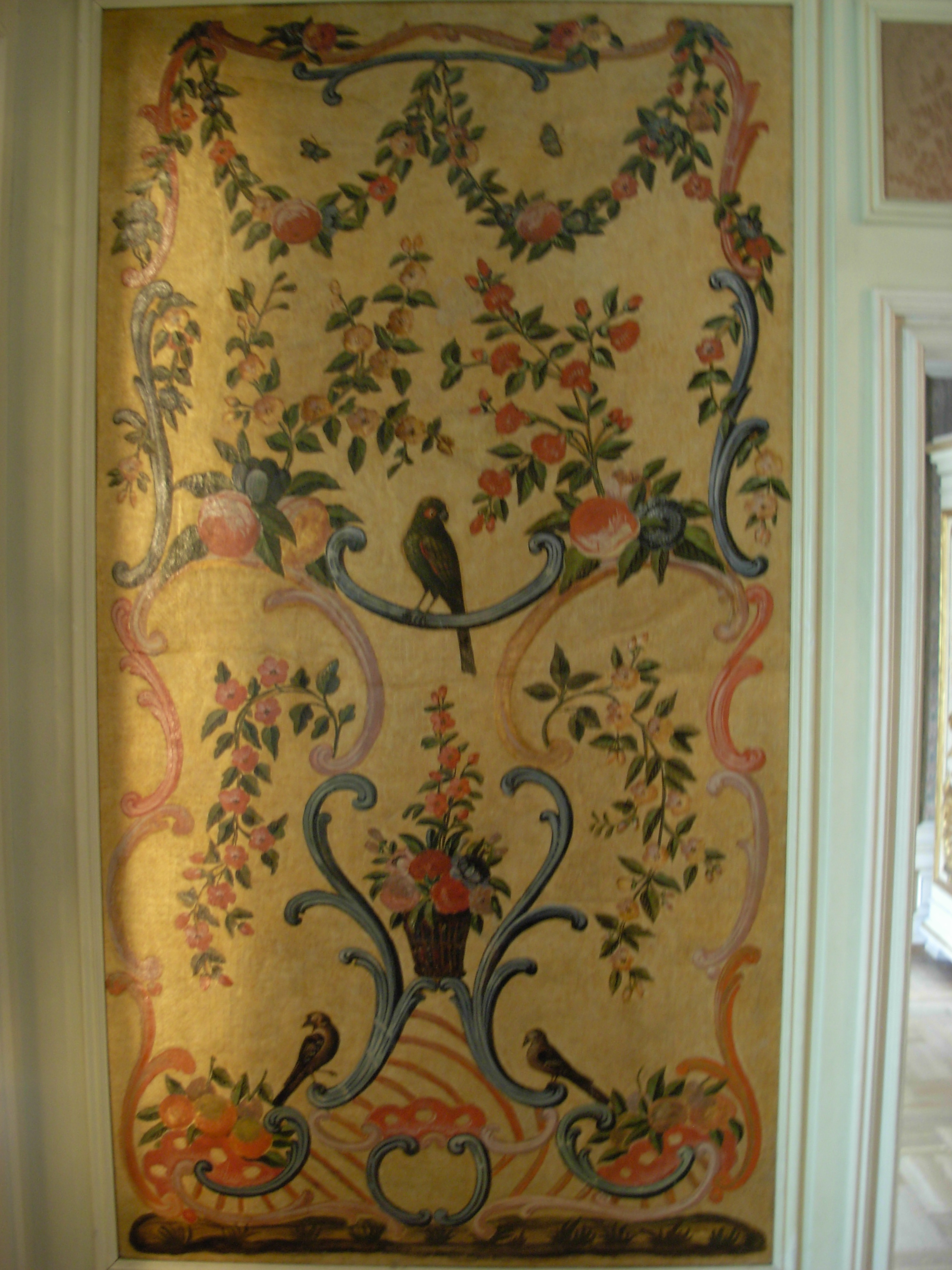
Jedno z rokokowych kurdybanów zdobiących zrekonstruowany apartament, XVIII w.
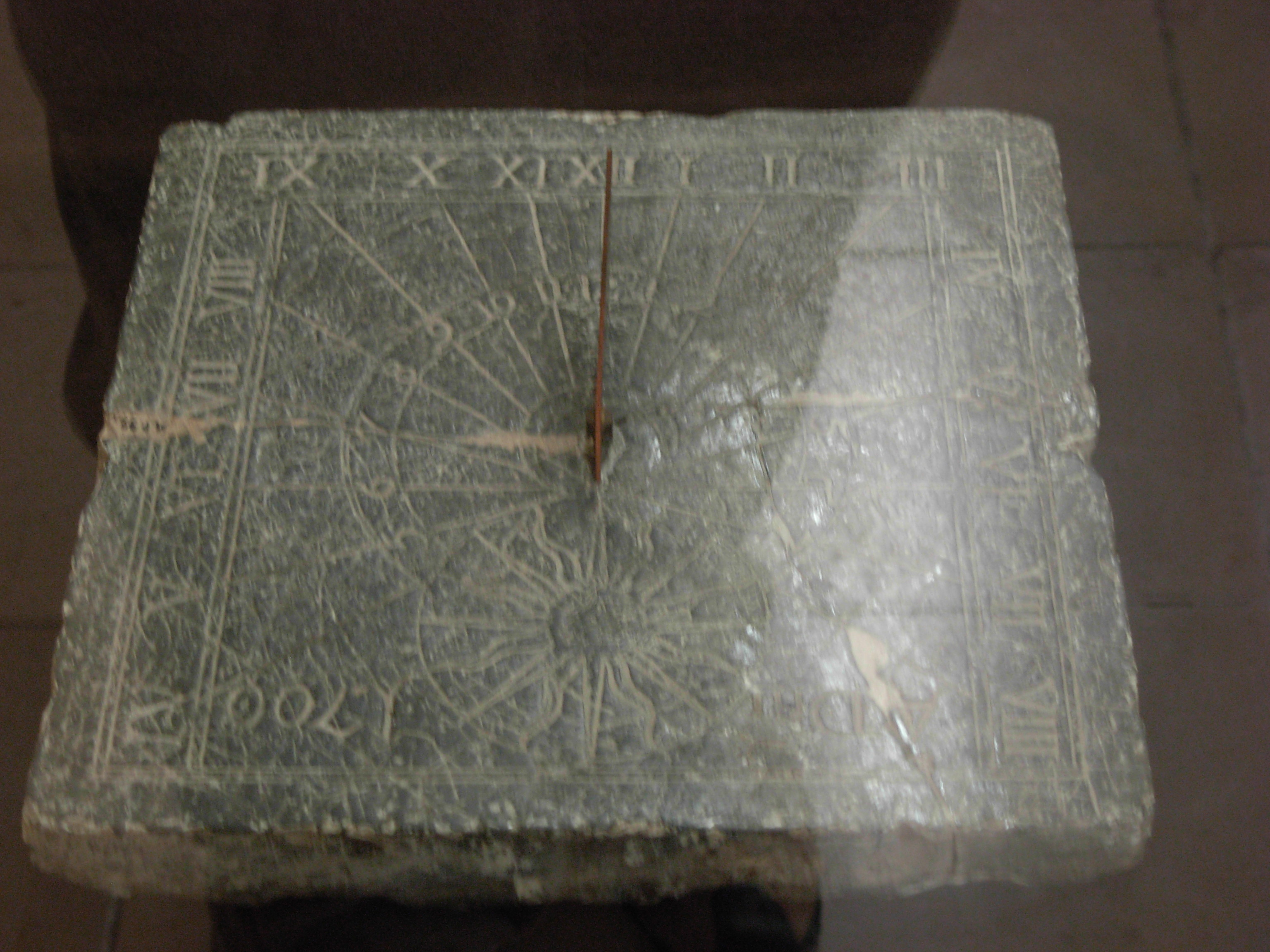
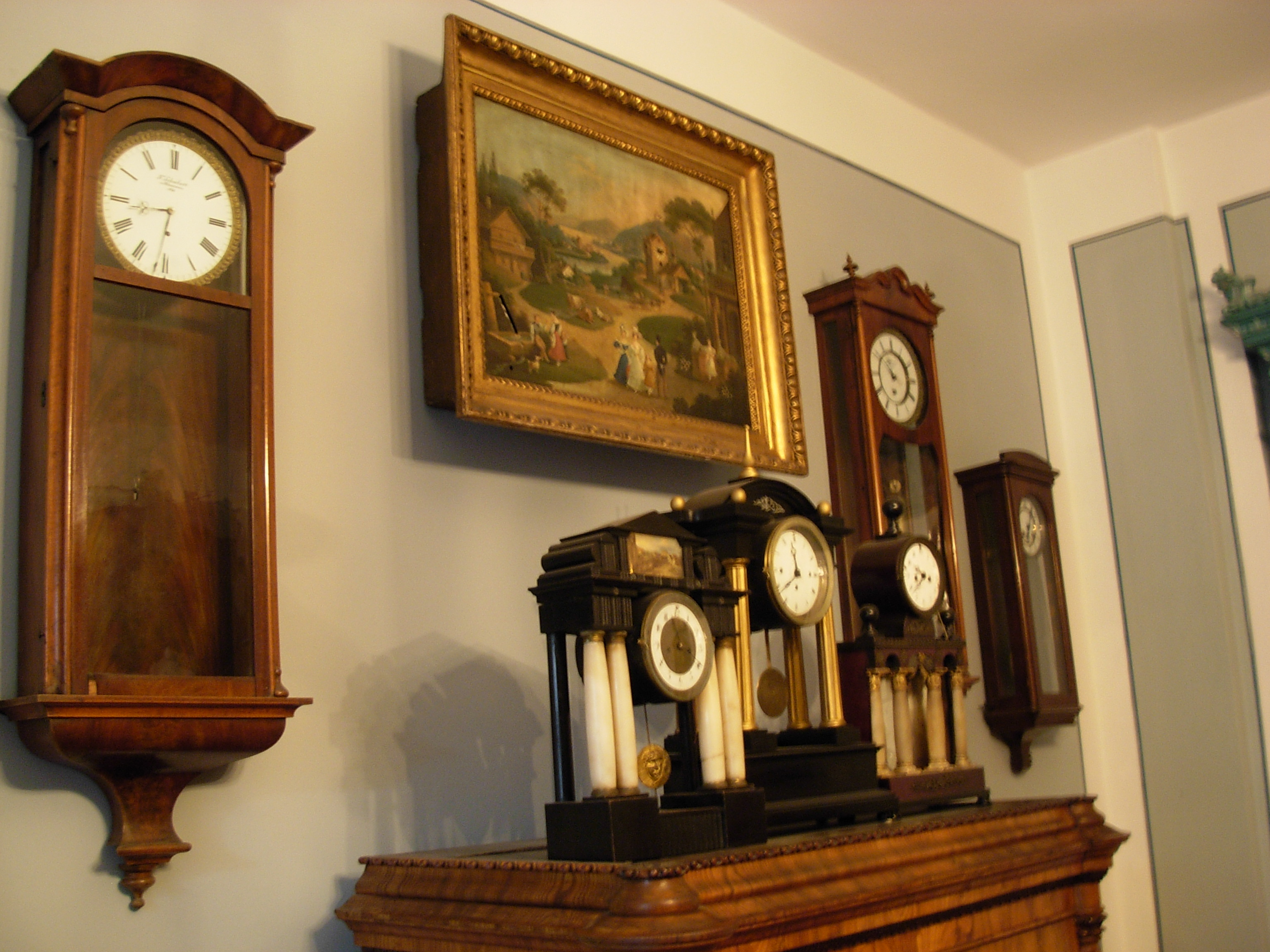